# Нова Мочальня
Нова Мочальня (пол. Nowa Moczalnia) — село в Польщі, у гміні Сокулка Сокульського повіту Підляського воєводства.
У 1975-1998 роках село належало до Білостоцького воєводства.